# 李國泰 (1936年)
李國泰（1936年—），祖籍金門古寧頭，菲律賓華人，籃球運動員。他曾代表中華民國參加1958年亞洲運動會、1959年世界籃球錦標賽等國際賽事。

## 外部連結
- 李國泰在fiba.basketball（英语）
- 李國泰在archive.fiba.com（archived）（英语）